# دانشگاه لنگستون
دانشگاه لنگستون (انگلیسی: Langston University) دانشگاه دولتی آمریکایی است، که در شهر لنگستن، اکلاهما مستقر می‌باشد.